# If I Were a Boy
„If I Were a Boy” este un cântec al interpretei de origine americană Beyoncé. Acesta a fost compus de Toby Gad, cunoscut pentru colaborarea sa cu Fergie, pentru piesa „Big Girls Don't Cry”. Face parte de pe cel de-al treilea album de studio al artistei, I Am... Sasha Fierce și a fost lansată ca primul single al materialului alături de „Single Ladies (Put a Ring on It)” în Statele Unite ale Americii, la nivel mondial servind drept single principal. „If I Were a Boy” a fost lansat pe data de 8 octombrie 2008 la posturile de radio din Statele Unite ale Americii.
A făcut obiectul unor controverse, numeroase publicații sugerând faptul că piesa ar fi înregistrată fără acordul unei coautoare, BC Jean. Ulterior, în august 2009 pe Internet au apărut un fragment audio ce o prezenta pe Knowles în timpul unei interpretări false. Mai târziu totul s-a dovedit a fi o farsă, artista tratând incidentul într-un mod ironic. De regia videoclipului s-a ocupat Jake Nava, materialul fiind considerat unul dintre cele mai interesante ale anului 2008.
Percepția criticilor asupra înregistrării „If I Were a Boy” a fost una favorabilă, allmusic numind compoziția „cel mai bun cântec al materialului atât datorită versurilor cât și grație interpretării artistei”. Discul single a devenit un succes la nivel mondial, obținând prima poziție în peste cincisprezece țări, precum: Brazilia, Danemarca, Norvegia, Regatul Unit sau Suedia. De asemenea, cântecul a obținut clasări de top 5 în majoritatea topurilor naționale, câștigând locul 3 în Billboard Hot 100.

## Informații generale
„If I Were a Boy” și „Single Ladies (Put a Ring on It)” se doreau a fi trimise posturilor de radio din Statele Unite ale Americii pe data de 7 octombrie 2008, însă au fost amânate cu o săptămână datorită faptului că Michelle Williams își lansa cel de-al treilea album de studio, intitulat Unexpected. Cu toate acestea, cele două cântece au fost difuzate în SUA începând cu data de 8 octombrie 2008.
Knowles afirmă despre cântec următoarele: „Se observă faptul că «If I Were a Boy» nu este un cântec R&B [...] Este greu să evoluezi, să evadezi și să creezi lucruri noi, întrucât oamenii au așteptări mari. În acest moment simt că lumea trebuie să asculte cântece cu versuri puternice și piese care să te facă să simți ceva [când le asculți]. Îmi face plăcere să cânt balade pentru că muzica și emoția poveștii sunt exprimate mai bine. Chiar doram ca oamenii să-mi audă vocea și să înțeleagă ceea că doream.”
Cântecul beneficiază de un remix oficial, realizat în colaborare cu interpretul R. Kelly, inclus pe albumul de remixuri Above and Beyoncé (Video Collection & Dance Remixes). De asemenea, piesa beneficiază de o variantă în limba spaniolă, intitulată „Si yo fuera un chico”. Aceasta este inclusă pe versiunea materialului I Am... Sasha Fierce distribuită în Spania.
Artista a promovat cântecul în cadrul unor spectacole ca: The Oprah Winfrey Show, World Music Awards 2008, Saturday Night Live, MTV Europe Music Awards 2008, Strictly Come Dancing, Total Request Live, BET's 106 & Park, The Ellen Degeneres Show, The Today Show, sau The Tyra Banks Show.

## Structura muzicală
„If I Were a Boy” este o piesă ce se încadrează în genul pop, ce are un tempo moderat, fiind compusă în tonalitatea Mi major. Cântecul conține influențe R&B, rock și gospel. Compoziția prezintă armonii vocale și este construită cu ajutorul unor elemente acustice, asemenea celor folosite în compunerea melodiei „Irreplaceable”. Instrumentalul folosit în linia melodică constă în pian și chitară. De asemenea, în cântec se mai folosește subtil și orchestra de coarde.

## Percepția criticilor
Recenziile primite de cântec au fost în general pozitive. Chuck Taylor, jurnalist al publicației Billboard oferă piesei o recenzie pozitivă, susținând faptul că „«If I Were a Boy» este cea mai afectivă piesă oferită de Beyoncé de la «Listen»”. De asemenea, același Taylor apreciază interpretarea oferită de artistă și consideră înregistrarea un posibil câștigător al premiului Grammy. Publicația About.com (prin redactorul Bill Lamb) oferă piesei cinci stele din cinci, afirmând despre „If I Were a Boy” faptul că „reprezintă cea mai mare realizare a artistei de până acum (și asta cu siguranță spune ceva)”. Din partea UK Mix, piesa primește două recenzii pozitive din partea unor critici diferiți. Recenzorul Tiger susține despre cântec faptul că „acesta este de departe cel mai bun disc single al ei”. Cel de-al doilea critic, SholasBoy, face referire la melodie prin sintagma „«Irreplaceable» al anului 2008”. În recenzia albumului I Am... Sasha Fierce, Andy Kellman, susține faptul că „If I Were a Boy” reprezintă cel mai bun cântec al materialului atât atât datorită versurilor cât și grație interpretării artistei. De asemenea, piesa este una dintre recomandările făcute de Kellman cititorilor site-ului.
Cu toate acestea, Julian Marszalek, din partea Yahoo! Music oferă cântecului doar 6 puncte dintr-un total de 10, ironizând tema piesei.

## Controverse

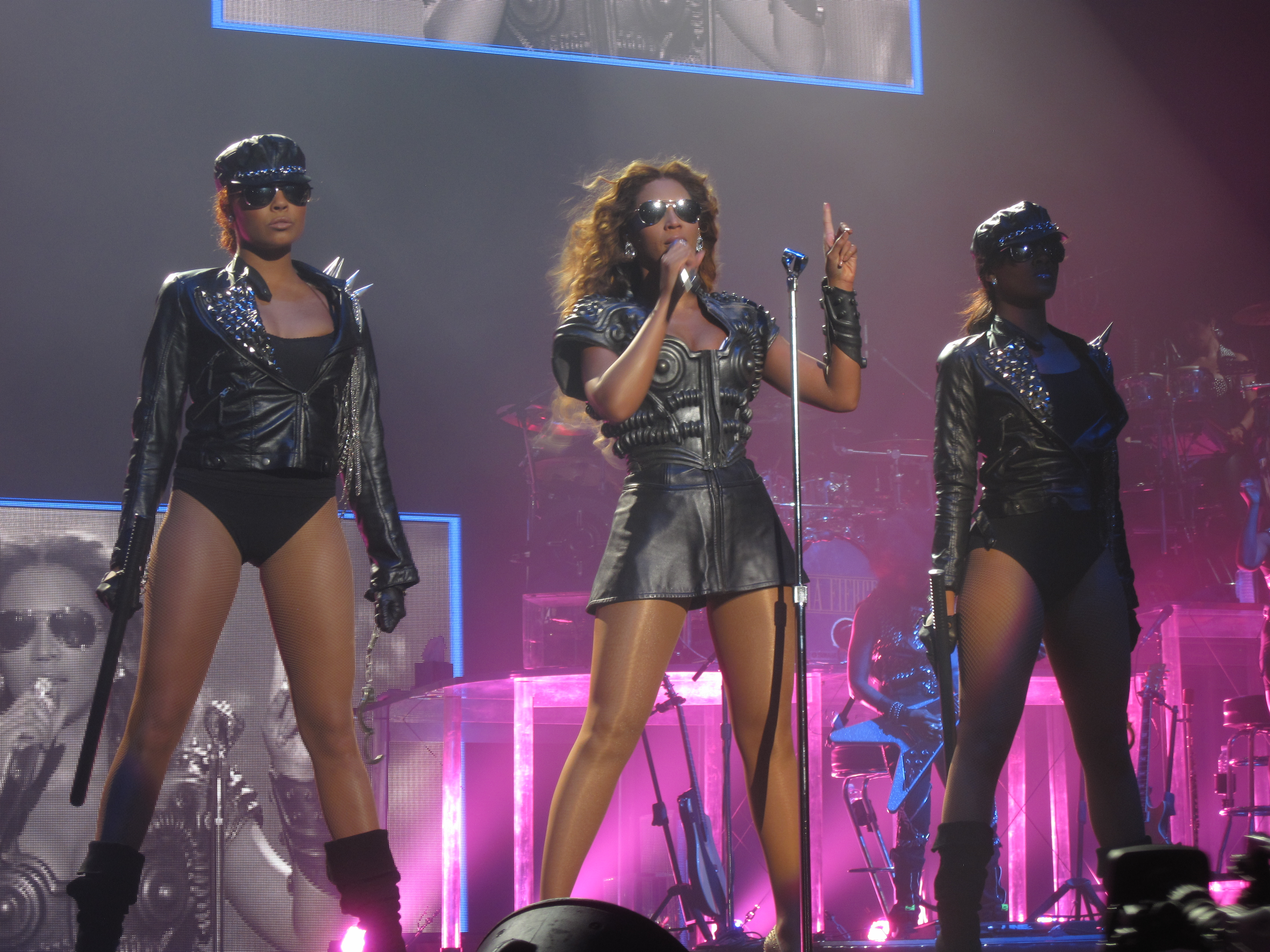
Beyoncé interpretând „If I Were a Boy” la Arena O2 din Londra, în timpul turneului I Am... World

### Acuzația de plagiat
În urma colaborării artistei cu producătorul Toby Gad, Fox News a susținut faptul că piesa „If I Were a Boy” ar fi fost „furată” de Knowles de la o interpretă necunoscută, BC Jean. Jean a declarat că nu știa că Beyoncé a înregistrat cântecul dar nu a îmbrățișat varianta unui furt. Aceeași publicație susținea că BC Jean și managerul ei ar fi fost determinați de angajații lui Knowles să renunțe la melodie. Roger Friedman, jurnalistul ce semnează articolul cataloghează povestea din spatele cântecului drept scandaloasă, făcând referire la numeroasele scandaluri de plagiat.

### Controverse privind interpretarea
În luna aprilie a anului 2009 a apărut pe Internet o înregistrare despre considerată a fi o interpretare a cântecului „If I Were a Boy” în cadrul emisiunii The Today Show. În respectiva înregistrare, vocea artistei a fost distorsionată, ceea ce a dus la o serie de controverse privind abilitățile vocale al cântăreței. Ulterior s-a dovedit că totul a fost o farsă realizată de un student ce și-a motivat fapta prin următoarele: „voiam doar să evidențiez un lucru. Am vrut să le arăt oamenilor ce ușor este să manipulezi vocea cuiva. Dacă eu am putut face acest lucru folosindu-mă de un videoclip transmis prin intermediul televiziunii, închipuiți-vă ce fac ei [artiștii] în studioul de înregistrări sau în cadrul interpretărilor live”. Artista și-a exprimat opinia referitor la incident tot în cadrul emisiunii The Today Show, unde a fost prezentă spre a-și promova discul single „Halo” și filmul Obsessed. Knowles a tratat situația ce pe o glumă, declarând: „este atât de uimitor pentru mine cum cineva în poate realiza o păcăleală tocmai în locuința sa și apoi acesta să ajungă să fie difuzată de cele mai importante posturi de radio”.

## Lista cântecelor
| Nr.                                                | Titlul                                   | Durată |
| -------------------------------------------------- | ---------------------------------------- | ------ |
| Disc single distribuit în Germania și Regatul Unit |                                          |        |
| 1.                                                 | „If I Were a Boy” [×01]                  | 4:09   |
| 2.                                                 | „Single Ladies (Put a Ring on It)” [×02] | 3:13   |
| Remixuri dance (vol. I)                            |                                          |        |
| 1.                                                 | „If I Were a Boy” [×03]                  | 6:30   |
| 2.                                                 | „If I Were a Boy” [×04]                  | 7:30   |
| 3.                                                 | „If I Were a Boy” [×05]                  | 6:28   |
| 4.                                                 | „If I Were a Boy” [×06]                  | 6:25   |
| 5.                                                 | „If I Were a Boy” [×07]                  | 8:28   |
| 6.                                                 | „If I Were a Boy” [×08]                  | 3:14   |
| 7.                                                 | „If I Were a Boy” [×09]                  | 3:31   |
| 8.                                                 | „If I Were a Boy” [×10]                  | 4:07   |

| Nr.                                                                 | Titlul                       | Durată |
| ------------------------------------------------------------------- | ---------------------------- | ------ |
| Descărcare digitală distribuită în Franța, Germania și Regatul Unit |                              |        |
| 1.                                                                  | „If I Were a Boy” [×01]      | 4:09   |
| Remixuri dance (vol. II)                                            |                              |        |
| 1.                                                                  | „If I Were a Boy” [×11]      | 5:08   |
| 2.                                                                  | „If I Were a Boy” [×12]      | 7:15   |
| 3.                                                                  | „If I Were a Boy” [×13]      | 7:15   |
| 4.                                                                  | „If I Were a Boy” [×14]      | 8:28   |
| 5.                                                                  | „If I Were a Boy” [×15]      | 3:05   |
| 6.                                                                  | „If I Were a Boy” [×16]      | 3:42   |
| 7.                                                                  | „If I Were a Boy” [×17]      | 3:31   |
| Descărcare digitală distribuită în Spania                           |                              |        |
| 1.                                                                  | „Si Yo Fuera Un Chico” [×18] | 4:09   |

Specificații
| - ×01 ^ Versiunea de pe albumul părinte I Am... Sasha Fierce. - ×02 ^ Versiunea de pe albumul părinte I Am... Sasha Fierce. - ×03 ^ Remix „Mojo UK Main Mix” realizat de Maurice Joshua. - ×04 ^ Remix „Mojo UK Extended Mix” realizat de Maurice Joshua. - ×05 ^ Remix „Mojo UK Dub Mix” realizat de Maurice Joshua. - ×06 ^ Remix „Karmatronic Main Mix”. - ×07 ^ Remix „Main Remix” realizat de DJ Escape și Dom Capello. - ×08 ^ Editare radio „UK Radio Edit” realizată de Maurice Joshua. - ×09 ^ Editare radio „Karmatronic Radio Edit”. - ×10 ^ Editrare radio realizată de DJ Escape și Dom Capello. | - ×11 ^ Remix „Lost Daze Remix Main”. - ×12 ^ Remix „Remix Club” realizat de Mark Picchiotti. - ×13 ^ Remix „Remix Dub” realizat de Mark Picchiotti. - ×14 ^ Remix „Club Mix” realizat de Chase Girls. - ×15 ^ Editare radio „Lost Daze Radio Edit”. - ×16 ^ Editrare radio realizată de Mark Picchiotti. - ×17 ^ Editrare radio realizată de Chase Girls. - ×18 ^ „Si Yo Fuera Un Chico” - versiune în limba spaniolă a cântecului „If I Were a Boy”, distribuită în Spania. |

## Videoclip

Beyoncé în videoclipul cântecului „If I Were a Boy”. Primul cadru o prezintă pe Knowles în timp ce efectuează acțiunile de zi cu zi ale soțului său, în timp ce ultima reflectă contrariul. Scena plasată în centru o afișează pe Knowles în vecinătatea prietenului cu care dezvoltă o relație în timpul orelor petrecute la muncă.

Videoclipul cântecului „If I Were a Boy” a fost regizat de Jake Nava, cel care s-a ocupat și de videoclipurile pieselor „Crazy in Love”, „Baby Boy”, „Naughty Girl”, „Beautiful Liar” și „Single Ladies (Put a Ring on It)”. Pelicula a avut premiera pe data de 11 noiembrie 2009, înaintea materialului promoțional realizat pentru cântecul „Single Ladies (Put a Ring on It)”, lansat la două zile distanță.
Videoclipul redă o zi obișnuită a unui cuplu, rolurile celor doi inversându-se. Pelicula începe cu rostirea unor cuvinte precum „intimitate”, „sinceritate” sau „conviețuire”. Ulterior, se observă faptul că artista își schimbă locul cu cel al soțului său, ea având o atitudine rece față de acesta, înainte de a porni spre locul de muncă. În timpul orelor petrecute departe de casă, ea se împrietenește cu unul dintre colegii săi, ajungând să ignore telefoanele soțului. La final, fiecare revine la propria-i personalitate, acțiunile realizate anterior de Knowles fiind acum îndeplinite de soțul său. Artista a declarat despre videoclip următoarele:
| “ | Este ca în Vinerea trăsnită. La începutul videoclipului soțul meu îmi pregătește micul dejun și este emoționat și eu adopt o atitudine radicală, ca și când nu aș avea timp. Soțul meu se află la servici însă nu este atent la activitățile pe care ar trebui să la desfășoare. Am un bărbat care cochetează cu mine și eu cochetez cu el. Se referă la toate lucrurile care contează mult într-o relație. La finalul videoclipului realizezi că de fapt era viața lui și totul începe de la început. El este polițistul și este cel care îmi face toate acele lucruri. | ” |

## Personal
- Textieri: Toby Gad și BC Jean;[2]
- Compozitori: Toby Gad și Beyoncé Knowles;[2]
- Cântec înregistrat în: Roc The Mic Studio, New York, Strawberry Productions, New York și în Gad Studios, Ibiza, Spania;[2]
- Aranjor: Toby Gad;[2]
- Tobe: Jens Gad;[2]
- Chitare și tobe adiționale: Syience;[2]
- Compilat de: Mark Stent;[2]
- Asistent: Matt Green.[2]

## Prezența în clasamente

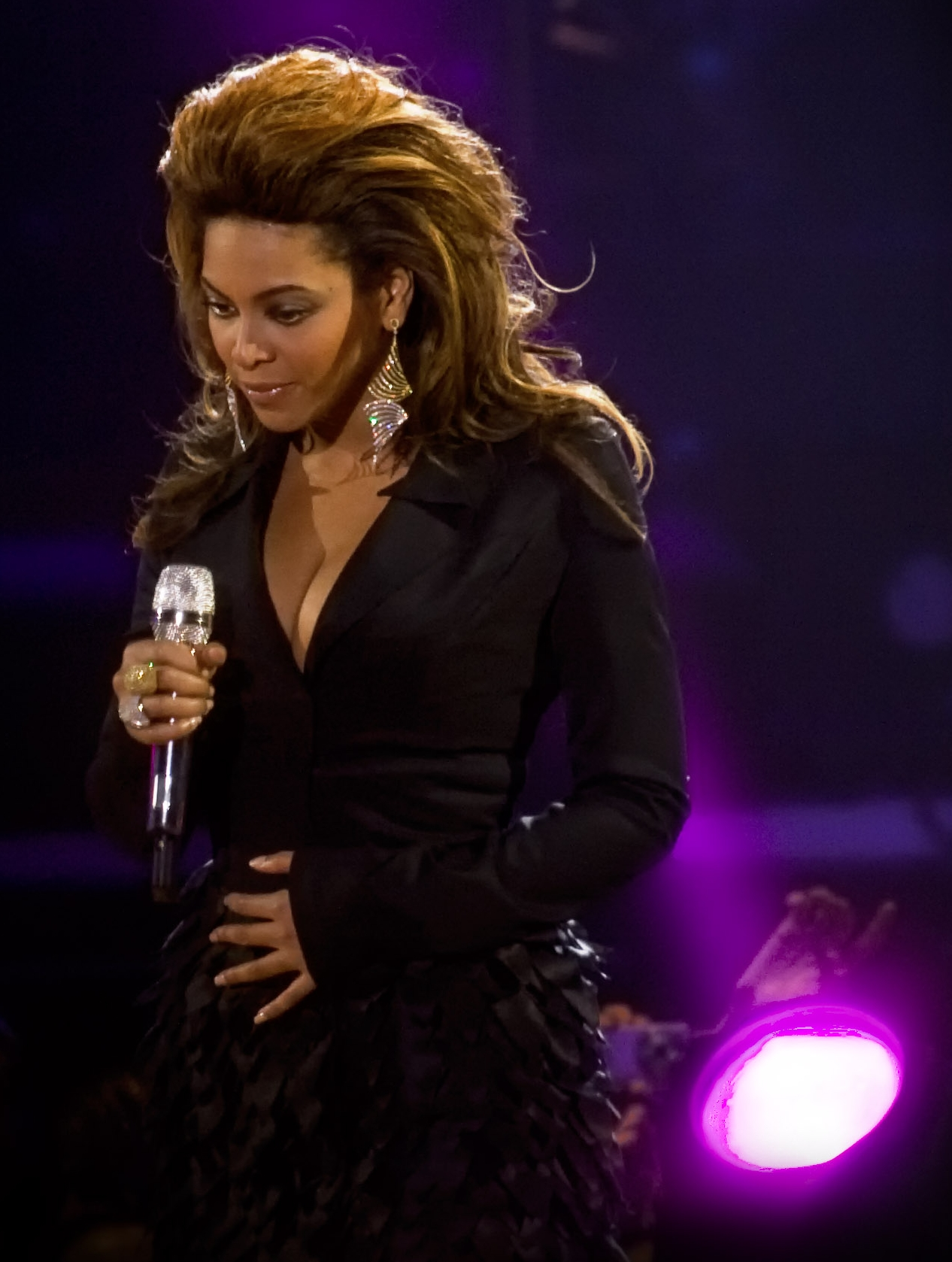
Beyoncé interpretând „If I Were a Boy” la Los Premios 40 Principales în Spania, 2008

„If I Were a Boy” a debutat în Billboard Hot 100 pe ultimul loc, doar cu ajutorul difuzărilor primite din partea posturilor de radio. Intrarea în clasament pe poziția cu numărul 100 a devenit cel mai slab debut al artistei în acest clasament. În cea de-a treia săptămână, cântecul a urcat de pe locul 68, până pe locul 3 în urma lansări cântecului în format digital. Acesta a atins prima poziție în clasamentul Billboard Hot Digital Songs și a intrat în top 10 în Billboard Pop 100. În Billboard Hot R&B/Hip-Hop Songs, „If I Were a Boy” s-a clasat numai pe locul al 16-lea, în ciuda faptului că nu a fost destinat posturilor de radio de muzică rhythm and blues.
În Regatul Unit, cântecul a fost lansat în format digital pe data de 3 noiembrie 2008, în aceeași săptămână fiind eliberate discurile single ale altor trei interprete notorii. (Britney Spears, Christina Aguilera și Leona Lewis). În urma lansării, „If I Were a Boy” a debutat pe locul 2 în UK Singles Chart, clasându-se în spatele discului „Hero” al finaliștilor concursului X Factor (care ajunsese pe primul loc cu o săptămână în urmă), dar înaintea tuturor celorlalte artiste. După alte două săptămâni însă, piesa a urcat pe prima poziție, devenind cel de-al patrulea single al artistei ce se clasează pe locul 1.
În restul Europei, „If I Were a Boy” s-a stabilit pe primul loc într-o serie de țări, printre care Danemarca, Norvegia și Suedia, în fiecare devenind primul cântec clasat pe locul 1 al interpretei. Piesa a obținut doar clasări de top 10 în Europa, cu excepția Finlandei și Islandei.
În Oceania, discul s-a clasat printre primele trei atât în Australia cât și în Noua Zeelandă. La nivel mondial, „If I Were a Boy” a atins prima poziție, devenind cel de-al treilea single al cântăreței ce reușește această performanță, după „Crazy in Love” și „Irreplaceable”.

## Vânzări și puncte acumulate
Odată cu lansarea sa în format digital în Statele Unite ale Americii, cântecul a înregistrat vânzări de peste 190.000 de exemplare în prima săptămână, debutând direct pe prima poziție în Billboard Hot Digital Songs. După doar câteva săptămâni de la lansare, discul single a primit discul de platină în SUA, din partea RIAA, pentru vânzări de peste 1.000.000 de exemplare. Odată cu lansarea albumului, I Am... Sasha Fierce, cântecul a coborât de pe prima poziție a clasamentului digital din SUA, în locul său urcând piesa „Single Ladies (Put a Ring on It)”, care s-a comercializat în peste 204.000 de exemplare. „If I Were a Boy” s-a vândut în peste 974.000 de exemplare în Statele Unite ale Americii.
În Regatul Unit, piesa a debutat pe locul secund înregistrând vânzări de peste 64.500 de exemplare într-o singură săptămână. În cea de-a doua săptămână, cântecul a înregistrat vânzări de 57.917 de exemplare. În cea de-a treia săptămână, discul a înregistrat vânzări de 47.949 unități, atingând prima poziție. „If I Were a Boy” a devenit cel mai bine vândut extras pe single al artistei în această regiune, comercializându-se în peste o 500.000 de exemplare.
În United World Chart, piesa a debutat pe locul 9, acumulând 193.000 de puncte, fiind și cea mai înaltă intrare în top a ediției. În cea de-a patra săptămână în clasament, cântecul a urcat pe primul loc cu 362.000 de puncte acumulate. În cele douăzeci și patru de săptămâni petrecute în topul mondial, „If I Were a Boy” a acumulat un total de 5.468.000 de puncte.

## Clasamente
| Clasament                        | Poziția maximă | Referință |
| -------------------------------- | -------------- | --------- |
| Australian Singles Chart         | 3              | [ 14 ]    |
| Ö3 Austria Top 40                | 3              | [ 14 ]    |
| Belgium Singles Top 50 (Flandra) | 4              | [ 66 ]    |
| Belgium Singles Top 50 (Valonia) | 9              | [ 66 ]    |
| Brasil Hot 100                   | 1              | [ 13 ]    |
| Bulgaria Singles Chart           | 2              | [ 14 ]    |
| Canadian Hot 100                 | 4              | [ 14 ]    |
| China Top 20                     | 1              | [ 67 ]    |
| Croatian Singles Chart           | 1              | [ 68 ]    |
| Czech Republic Singles Chart     | 7              | [ 69 ]    |
| Denmark Singles Chart            | 1              | [ 14 ]    |
| Dutch Singles Chart              | 1              | [ 14 ]    |
| Euro 200                         | 1              | [ 70 ]    |
| Finnish Singles Chart            | 11             | [ 14 ]    |
| Franța Singles Chart             | 5              | [ 14 ]    |
| German Singles Chart             | 3              | [ 14 ]    |
| Greek Singles Chart              | 9              | [ 71 ]    |
| Hungary Singles Chart            | 5              | [ 72 ]    |
| India Singles Chart              | 1              | [ 73 ]    |
| Irish Singles Chart              | 2              | [ 14 ]    |
| Israel Singles Chart             | 1              | [ 74 ]    |
| Islanda Singles Chart            | 30             | [ 75 ]    |

| Clasament                         | Poziția maximă | Referință |
| --------------------------------- | -------------- | --------- |
| Italian Singles Chart             | 4              | [ 66 ]    |
| Japan Top 20                      | 4              | [ 76 ]    |
| Macedonia Singles Chart           | 1              | [ 77 ]    |
| New Zealand Singles Chart         | 2              | [ 14 ]    |
| Norwegian Singles Chart           | 1              | [ 14 ]    |
| Poland Singles Chart              | 1              | [ 78 ]    |
| Portugal Singles Chart            | 1              | [ 14 ]    |
| Slovakia Singles Chart            | 1              | [ 79 ]    |
| Slovenia Singles Chart            | 1              | [ 79 ]    |
| Spanish Singles Chart             | 3              | [ 80 ]    |
| Swedish Singles Chart             | 1              | [ 14 ]    |
| Swiss Singles Chart               | 3              | [ 14 ]    |
| Taiwan Singles Chart              | 8              | [ 81 ]    |
| Turkey Top 20 Chart               | 2              | [ 82 ]    |
| Ukraine Singles Chart             | 6              | [ 83 ]    |
| UK Singles Chart                  | 1              | [ 14 ]    |
| U.S. Billboard Hot 100            | 3              | [ 14 ]    |
| U.S. Billboard Hot R&B Songs      | 16             | [ 53 ]    |
| U.S. Billboard Pop 100            | 6              | [ 53 ]    |
| U.S. Billboard Hot Digital Songs  | 1              | [ 53 ]    |
| U.S. Billboard Hot Digital Tracks | 1              | [ 84 ]    |
| United World Chart                | 1              | [ 64 ]    |

## Certificări
| Țara                       | Vânzări/ puncte | Certificare     | Referință     |
| -------------------------- | --------------- | --------------- | ------------- |
| Australia                  | +75.000         | Disc de aur     | [ 85 ]        |
| Danemarca                  | +30.000         | Disc de platină | [ 86 ]        |
| Noua Zeelandă              | +15.000         | Disc de platină | [ 87 ]        |
| Regatul Unit               | +500.000        | Disc de aur     | [ 62 ]        |
| Statele Unite ale Americii | +2.000.000      | Disc de platină | [ 57 ] [ 88 ] |
| United World Chart         | 5.468.000       | Disc de platină | [ 89 ]        |

## Datele lansărilor
| Regiunea                   | Data              | Formatul            |
| -------------------------- | ----------------- | ------------------- |
| Statele Unite ale Americii | 8 octombrie 2008  | lansare redio       |
| Statele Unite ale Americii | 21 octombrie 2008 | Descărcare digitală |
| Regatul Unit               | 10 noiembrie 2008 | Descărcare digitală |
| Statele Unite ale Americii | 11 noiembrie 2008 | Disc Single         |
| Regatul Unit               | 17 noiembrie 2008 | Disc Single         |

## Legături externe
- Videoclipul oficial al piesei „If I Were a Boy” pe site-ul YouTube